# Pekelská lípa II.
Pekelská lípa II. je památný strom, solitérní lípa velkolistá (Tilia platyphyllos) v Doupovských horách. Strom roste v nadmořské výšce 495 m ve svahu nad levým břehem Pekelského potoka na soukromém pozemku u stodoly na severním okraji osady Peklo, části obce Stráž nad Ohří v okrese Karlovy Vary.
Obvod nízkého kmene měří 481 cm. Kmen stromu má v celé délce mrazovou trhlinu. Mohutná rozložitá a symetrická koruna s bohatým chocholem kosterních větví sahá do výšky 27 m (měření 2014). Stáří stromu bylo v roce 2008 odhadováno na 200 let.
Lípa je chráněna od roku 1986 jako esteticky zajímavý strom významný stářím a vzrůstem.

## Stromy vokolí
- Břek v Pekelském údolí
- Lípa v Osvinově
- Buk k Osvinovu
- Břek u Horního hradu
- Duby u Panské louky
- Jasan u kovárny